# 谷口眞子
谷口 眞子（たにぐち しんこ、1960年 - ）は、日本の歴史学者。専門は日本近世史。早稲田大学教授。

## 人物
大阪府生まれ。1982年早稲田大学第一文学部卒業。同大学院文学研究科史学（日本史）専攻博士後期課程満期退学。大学院では深谷克己に師事。2005年「実力行使からみた近世社会と法規範」で早大博士（文学）。2010年より早稲田大学准教授。2015年より教授。近世日本の法・規範意識、武士の心性などを研究している。アメリカ留学の経験があり、国際シンポジウムなどでの発表も多い。
2002年に日本歴史学会賞を受賞した。

## 単著
- 『近世社会と法規範 - 身分・名誉・実力行使』（吉川弘文館）2005年 ISBN　9784642034036,

オンデマンド版　2021年11月　ISBN　9784642734035
- 『赤穂浪士の実像』（吉川弘文館） 2006年　ISBN　9784642056144、オンデマンド版　2019年 ISBN　9784642756143
- 『武士道考 - 喧嘩・敵討・無礼討ち』（角川叢書） 2007年
- 『赤穂浪士と吉良邸討ち入り』(吉川弘文館、人をあるく） 2013年　ISBN　9784642067768
- 『葉隠〈武士道〉の史的研究』(吉川弘文館） 2022年 ISBN　9784642043519